# Everything Will Change
Everything Will Change ist ein Filmdrama von Marten Persiel, das im September 2021 beim Zurich Film Festival seine Premiere feierte und im Januar 2022 als Eröffnungsfilm beim Filmfestival Max Ophüls Preis erstmals in Deutschland gezeigt wurde. Der Kinostart in Deutschland erfolgte am 14. Juli 2022. Everything Will Change ist ein Hybridfilm, der zu einem großen Teil Filmmaterial aus Tierdokus aus einem Zeitraum von rund 50 Jahren verwendet.

## Handlung
Cherry, Ben und Fini leben gemeinsam in einem der vielen Wohncontainer in ihrer Stadt. Im Jahr 2054 findet das soziale Miteinander fast ausschließlich über Computer statt. Wie all die anderen Menschen nutzen sie daher wie selbstverständlich diese Technologie. Sie haben sogar gelernt, die Interfaces auszutricksen, die mit ihren Augen verbunden sind.
Beim Kauf einer alten Schallplatte finden Ben und Cherry in deren Hülle ein Foto von einer Giraffe. Da sie keine Ahnung haben, um was für ein Tier es sich handelt, weil Tiere in dieser Zeit nahezu ausgestorben sind, gibt ihnen der Ladenbesitzer eine Kiste mit alten Videokassetten. Interessiert schaut sich Ben das Material an, was ungewöhnlich ist, da die Menschen ihr Vertrauen in Fotos aufgegeben haben und Wahrheit in dieser Zeit ein trügerischer Begriff geworden ist. Ben wundert sich, dass er von all diesen Tieren, die in den Videos gezeigt werden, noch nie etwas gehört hat, wo es doch durchaus Menschen gibt, die sie noch erlebt hatten. Nachdem er Fini von der Echtheit des Materials überzeugen konnte, steigen die beiden für einen Roadtrip in einen alten Mercedes und folgen dabei einer Karte, aus Bens Vision.

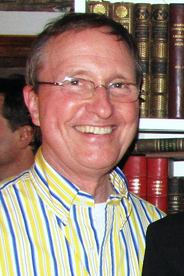
Thomas Lovejoy erklärt, was es mit dem „Shifting Baseline“-Syndrom auf sich hat

Sie fahren vorbei an öden Landschaften ohne Natur und finden schließlich das gesuchte Institut namens „Arche“, das über ein unterirdisches Bunkersystem verfügt, in dem man neben dem Wissen über all die Tiere, die einst auf der Erde lebten, auch viele Präparate aufbewahrt. Man scheint sie dort bereits erwartet zu haben. Wissenschaftler erzählen ihnen von einer einst üppigen Biodiversität, die es auf der Erde vor dem Klimawandel gab. Sie erfahren, dass die Tiere, die keinen Nutzen für die Menschheit hatten, zuerst ausstarben. Ben und Fini können selbst an einem alten Computer recherchieren und erfahren, wie das Artensterben unaufhaltbar wurde und größtenteils menschengemacht war, wie invasive Arten durch Tourismus in fremde Länder kamen, welche Folgen die Umweltverschmutzung hatte und letztlich wie der Klimawandel zu nie gesehenen Feuern und Hurrikanes ungeahnten Ausmaßes führte, obwohl die Wissenschaft frühzeitig die Menschheit gewarnt hatte. In der „Arche“ befindet sich auch ein Kino, in dem sie von den Kuriositäten und von der Schönheit im Tierreich hören, welche Wunder es dort gab und wie „Sex“ bei Tieren und Pflanzen zu deren Verbreitung führte.
Ben und Fini verlassen das Institut und entdecken bei einer Pause im Auto eine Biene, die sie fasziniert betrachten und dann wieder in die „Natur“ entlassen. Sie erzählen Cherry bei einem Anruf von dem, was sie über die einstige Artenvielfalt gehört und gelernt haben. Sie lässt sich mit auf den Roadtrip nehmen. Auf einem alten Computer haben die beiden verschiedene Dokumentationen für sie vorbereitet, die erklären, wie Mensch und Tier einst Seite an Seite lebten.

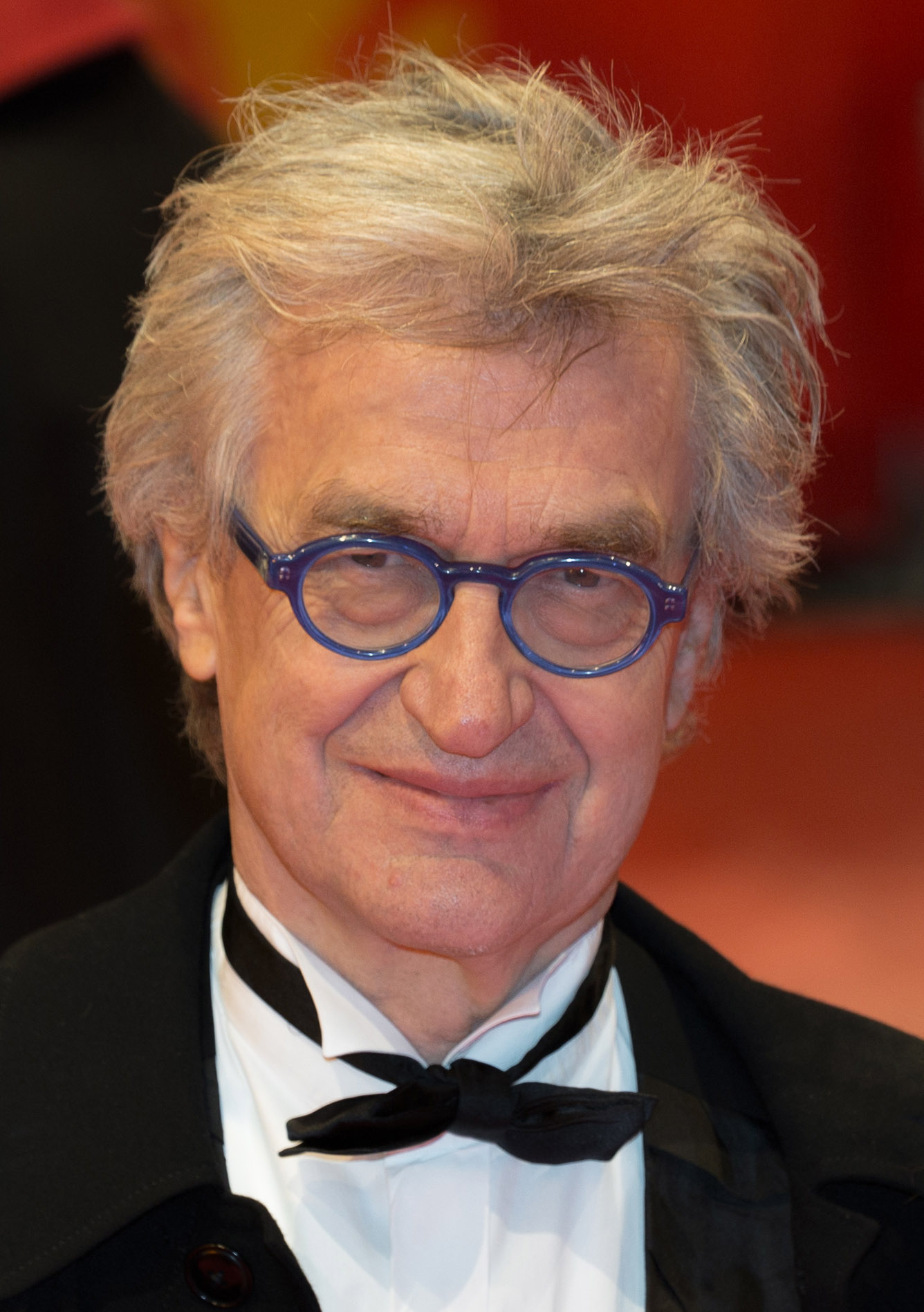
Wim Wenders erzählt, dass unser Bewusstsein uns von allen anderen Lebewesen unterscheidet und Fluch und Segen zugleich ist

Schnell sind sich alle drei einig, dass sie das alles veröffentlichen müssen. Sie hacken das größte Broadcast-Event der Welt mit dem Titel „The Show“, als gerade 8,5 Milliarden Menschen zuschauen, und senden, was sie zusammengetragen haben. Die Zuschauer wechseln jedoch einer nach dem anderen einfach das Programm, bis letztlich keiner mehr ihre Botschaft sieht. Als sie sich die Frage stellen, ob man sich vielleicht 50 Jahre zuvor für ihren Film interessiert hätte, kommt ihnen eine Idee. Sie verstehen, dass das Gerät in ihrem Auto mit dem seltsamen Drehknopf eigentlich eine Zeitmaschine ist. So begeben sie sich auf eine Reise durch die Zeit in die 2020er zurück, um hier ihre Botschaft und ihren Film zu broadcasten, weil sie glauben, dass sich die Menschheit hier zu einem einzigartigen Zeitpunkt der Geschichte befindet.
Ein Blick in die Nachrichten einer alternativen Zukunft zeigt, wie sich in den nächsten Jahren doch alles zum Positiven wendet. Bald schon kann sich kaum jemand mehr an Plastik erinnern. Seit langer Zeit geht die weltweite Geburtenrate erstmals wieder zurück. Die Menschen geben den Tieren wieder die Hälfte des Planeten und die Natur als ihren Lebensraum zurück. Und Greta Thunberg feiert im Jahr 2053 ihren 50. Geburtstag, ein Ereignis, das das Magazin „The World“ auf die Titelseite nimmt.

## Produktion

### Filmstab
Regie führte Marten Persiel, der gemeinsam mit Aisha Prigann auch das Drehbuch schrieb. Es handelt sich nach dem Dokumentarfilm This Ain’t California aus dem Jahr 2012 um den zweiten Langfilm des in Berlin geborenen Regisseurs. Seine Inspiration für den Film hatte Persiel nach eigenen Aussagen während eines Spaziergangs in Portugal, wo er heute lebt. Bei diesem konnte er in einer Gegend, in der zu dieser Jahreszeit ansonsten Hunderte von Fröschen im Chor quaken, nur einen hören, der dies tat. Die intensive Landwirtschaft hatte dem nahe gelegenen Fluss das gesamte Wasser entzogen, und die Frösche konnten sich daher nicht fortpflanzen. Zukünftige Generationen von Menschen würden so nicht wissen, was ihnen entgeht, da sie es gar nicht erst erlebt hätten. Auch das Figurentrio im Film hat wenig Ahnung von der früheren Biodiversität und davon, wie vielfältig die Tierwelt vor gerade einmal 30 Jahren war. So beschäftigt sich der Film mit dem „Shifting Baseline“-Syndrom, einem Konzept, das davon ausgeht, dass die Menschen keine wirkliche Vorstellung davon haben, wie stark die Natur durch ihr Handeln geschädigt wurde, weil sich diese „Grundlinie“ mit jeder Generation ändert und ihre Wahrnehmung auf die eigene Lebens- und Erfahrungszeit begrenzt ist.

### Aufbau und Besetzung

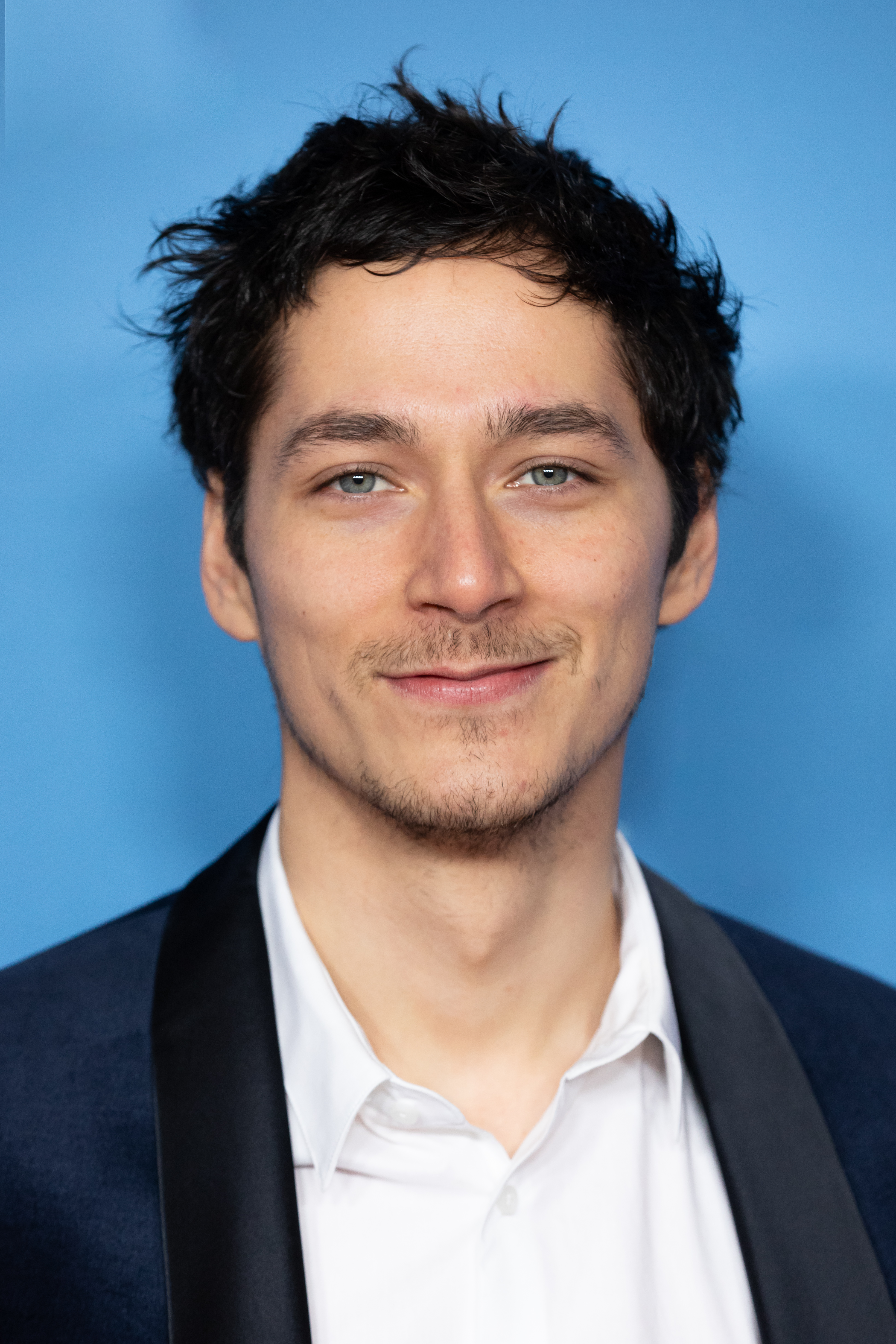
Noah Saavedra spielt Ben

Eine Erzählerin, gespielt von Jacqueline Chan, führt den Zuschauer in die einzelnen Kapitel der erzählten Geschichte ein, die sie einem Buch entnimmt, beginnend mit dem Kapitel „The Lost Kingdom“. Wiederholt weist sie darauf hin, dass es sich um ein Märchen handelt, in dem alles möglich ist.
Noah Saavedra und Paul G. Raymond spielen in den Hauptrollen Ben und Fini und Jessamine-Bliss Bell ihre Mitbewohnerin Cherry. In weiteren Rollen sind Vibeke Hastrup als Elisabeth und Gert Jan Louwe als Oliver zu sehen, zwei Mitarbeiter der „Arche“, zudem Daniel Zillmann als der Kinovorführer des Instituts.
Die im Film mitwirkenden Wissenschaftler, die teils Versionen ihrer selbst in der Zukunft spielen, sind der Evolutionsbiologe Stuart L. Pimm, der Tropenökologe Rodolfo Dirzo, der deutsche Meteorologe und Klimaforscher Mojib Latif, der ehemalige Geschäftsführer des Crop Trust Cary Fowler, der Meeresbiologe Daniel Pauly und der im Dezember 2021 verstorbene führende Kopf auf dem Gebiet der Biodiversität Thomas Lovejoy. Zudem treten Choëlle Jesselett, Scott Loarie, Ursula Heise, Louie Schwartzberg, der Schweizer Filmemacher Markus Imhoof und der deutsche Filmemacher Wim Wenders auf.

### Produktionsunternehmen und Förderungen
Der Film wurde von Flare Film gemeinsam mit der niederländischen Windmill Film, dem Rundfunk Berlin-Brandenburg, dem Norddeutschen Rundfunk, dem Bayerischen Rundfunk und mit KRO-NCRV in Zusammenarbeit mit Arte produziert.
Der Film erhielt von der Beauftragten der Bundesregierung für Kultur und Medien eine Produktionsförderung in Höhe von 400.000 Euro, vom Deutschen Filmförderfonds von rund 220.000 Euro, von der Filmförderungsanstalt in ähnlicher Höhe, von der Film- und Medienstiftung NRW von 80.000 Euro und vom Medienboard Berlin-Brandenburg in Höhe von 120.000 Euro. Weitere Mittel kamen von Nordmedia (60.000 Euro) und aus dem Wim-Wenders-Stipendium (30.000 Euro).

### Dreharbeiten und Veröffentlichung
Die Dreharbeiten fanden zwischen Juni und Dezember 2019 in Nordrhein-Westfalen und Berlin und in den Niederlanden, Spanien, Kanada und den USA statt. Der Arbeitstitel war The Way We Were. Als Kameramann fungierte Felix Leiberg. Weitgehend entstanden die Aufnahmen klassisch und kamen ohne visuelle Effekte aus. Durch den Kolorationseffekt einer verwendeten Infrarotkamera wurden die Aufnahmen von allem Grünen in der Natur in einem rötlichen Farbton wiedergegeben, was der Erde ein apokalyptisches Aussehen verleihe, so Tim Dams von Variety.
Die Uraufführung erfolgte am 24. September 2021 im Rahmen des Zurich Film Festivals. Am 16. Januar 2022 eröffnete Everything Will Change als Deutschland-Premiere das 43. Filmfestival Max Ophüls Preis. Ende März, Anfang April 2022 wurde er beim Vilnius International Film Festival gezeigt. Im Juni 2022 wurde er beim Filmfest Emden-Norderney vorgestellt. Der Kinostart in Deutschland erfolgte am 14. Juli 2022. Everything Will Change wurde im Jahr 2023 zudem im Rahmen der SchulKinoWochen vorgestellt, so im März 2023 in Brandenburg und Bayern.

## Rezeption

### Kritiken

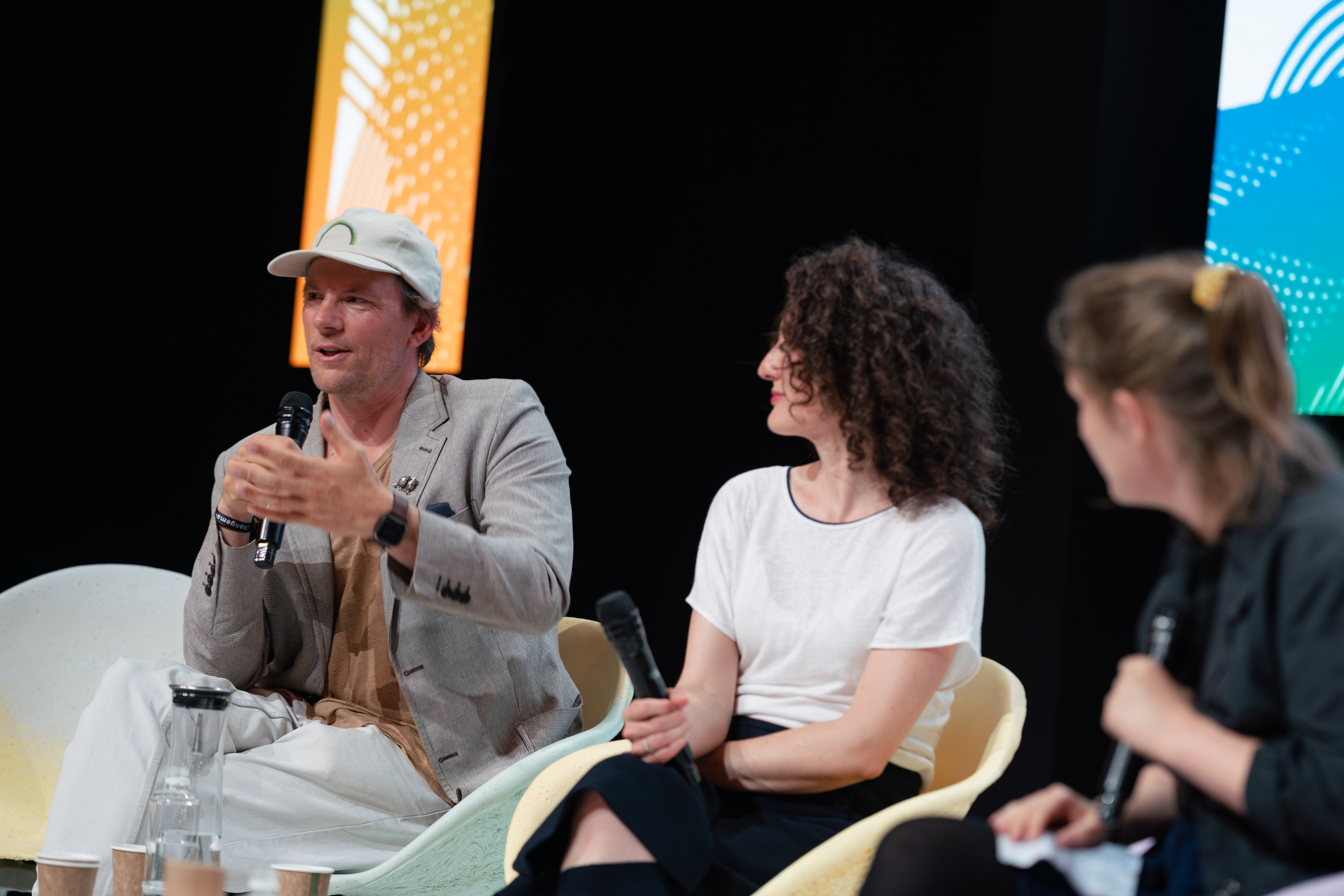
Regisseur Marten Persiel im Mai 2022 beim ChangeNOW's Film Festival

Von der Deutschen Film- und Medienbewertung wurde Everything Will Change mit dem Prädikat wertvoll versehen. In der Begründung heißt es, er sei ohne Zweifel ein Agitationsfilm, also ein Film, der wachrütteln wolle, indem er verlorene Paradiese präsentiert, und Marten Persiel gelinge es mit dem Kunstgriff, für den Film kurzen Filmsequenzen aus bekannten Tierdokus der vergangenen 50 Jahre zu verwenden, unsere Gegenwart vor diesem Hintergrund als einen paradiesischen Ort erscheinen zu lassen. Die landschaftliche Darstellung der Welt des Jahres 2054 wirke hochästhetisch, verdeutliche aber gleichzeitig auch das geringe Budget der Produktion. Auch schien der Jury die Faktenfülle ein wenig zu mächtig, als dass sie in diesem Hybridfilm komplett verständlich hätte untergebracht werden können. Dennoch sei ein interessanter Film entstanden, der Mut zum Handeln macht, gegen die Gleichgültigkeit für den Erhalt der Biodiversität. Der Film erhielt auch ein Prädikat der Jugend-Filmjury.

### Auszeichnungen
Achtung Berlin Filmfestival 2022
- Nominierung im Wettbewerb Spielfilm[19]

Festival des deutschen Films 2022
- Nominierung für den Rheingold Publikumspreis[20]

Filmfest Emden-Norderney 2022
- Auszeichnung als Bester Nachwuchsfilm mit dem NDR-Filmpreis
- Auszeichnung mit dem Creative Energy Award
- Nominierung für den Focus Future Award[21][14]

Filmfestival Max Ophüls Preis 2022
- Auszeichnung mit dem Publikumspreis Spielfilm
- Nominierung im Wettbewerb Spielfilm[22]

Zurich Film Festival 2021
- Nominierung für das Goldene Auge im Wettbewerb Fokus Deutschland, Österreich und Schweiz (Marten Persiel)
- Nominierung für den Science Film Award (Marten Persiel)[2]